# 南生
南生（なんせい）は、大分県竹田市の松本地区・玉来地区・菅生地区を指す地域名称。「南生」の名称は「南部」と「菅生」の地名から取った合成地名である。
人口13,327人、世帯数7,015世帯（2007年現在、住民基本台帳より）

## 概要
玉来地区は竹田市街地から西へ約2km、旧竹田市の中央に位置する。玉来地区・松本地区・菅生地区から構成される。
竹田市内では人口が最も集中している地域であり、小中学校の児童・生徒数も多い。君ヶ園にある竹田市立南部小学校は奥豊後（豊肥地区）の小学校としては最大の規模を誇る。
なお、「南生」の地名はこの地域名と同名の中学校　「竹田市立南生中学校」が松本地区の大字君ヶ園に2004年まで存在していた。統廃合で祖峰地区の旧祖峰中学校と統合され「竹田南部中学校」となった。

## 地理
東西に細長く伸びた地域であり、中心部に玉来川と稲葉川が　祖峰との付近に大野川が流れており、竹田地区で魚住の滝（竹田ダム）として大野川に合流する。
東は竹田地区　北は宮城地区・城原地区、西は祖峰地区とを囲むように旧直入郡荻町の荻地区と熊本県阿蘇市・阿蘇郡産山村、南は過疎が著しい祖峰地区と隣接する。
- 域内には国道57号、国道442号、JR豊肥本線が横断している。中心部の玉来に玉来駅がある。拝田原には大分バス竹田営業所（大野竹田バス竹田営業所）のバスターミナルがあり、市内では久住地区や直入地区、由布市・豊後大野市・大分市・佐伯市など大分県中部・南部の各方面へのバスが発着している。
- 君ヶ園から竹田地区にかけて国道57号沿いにはロードサイド店舗が点在しているが、かなり小規模である。かつては竹田地区の商店街とともに周辺地域の中心街として栄えていたが、販売不振で多くの店舗が撤退し、現在では空き店舗や空き地が多数を占めている。
- 南生地区の土地利用は菅生地区では田畑や森林が主である。ただし、君ヶ園から竹田地区にかけての国道57号沿いには商業施設が立地しており、玉来には玉来住宅や下矢倉団地などの100世帯　人口300人ほど収容の住宅団地があり、その他にアパートや公営住宅などの集合住宅も見られる。玉来・松本地区と竹田地区の市街地との連続性はない。そのため、玉来の市街地は、竹田市内にありながら一種独特なものとなっている。

## 歴史
- 1889年（明治22年）4月1日 - 町村制施行により、玉来村・菅生村・松本村・豊岡村が成立。
- 1954年（昭和29年）3月31日 - 玉来町・松本村・菅生村・豊岡村が隣接する竹田町や岡本村などと合併して、竹田市となる。
- 1979年（昭和54年）- 南生中学校の前身、旧制・菅生中学校と南部中学校が統合し当地域の名称ともなっている「南生（なんせい）中学校」が大字君ヶ園1069に開設。
- 1991年（平成3年） - 豊肥地区水害で町が壊滅的な被害に。
- 1996年（平成8年）10月 - 竹田市立総合運動公園が開園。当初はグラウンドと野球場のみ。
- 2004年 (平成16年) - 南部小学校の校舎が老朽化に伴い解体し、40年間の幕を閉じた。新校舎が完成し、運用開始。
- 2005年（平成17年）- 過疎化に伴い、当地区の名称にもなっていた南生中学校と祖峰中学校が統合し「竹田南部中学校」が発足。

## 名所・旧跡・観光スポット・祭事・催事
- 扇森稲荷神社
- 七ツ森古墳群
- 白水ダム

## 施設

### 行政機関
- 竹田市役所 玉来連絡所
- 竹田警察署
- 竹田消防署 玉来駐在所
- 国土交通省　佐伯河川国道事務所 竹田維持出張所
- 大野川上流農業水利事業所

### 商業施設
- サンリブ竹田店・マルショク玉来店
- マルキョウ竹田拝田原店
- フレイン竹田店
- ベスト電器竹田店
- ホームワイド拝田原竹田店
- スーパードラッグコスモス竹田店
- メガネのヨネザワ竹田店
- 順天堂書店
- 竹田ドライブイン

など

### 医療施設
- 竹田医師会病院
- まつもと歯科クリニック
- 志賀内科医院
- 道全内科
- 工藤医院
- 本田外科
- 安達医院

### 交通
- 大分バス竹田営業所
- JR豊肥本線 玉来駅

### 教育

#### 中学校
- 竹田市立竹田南部中学校
  - 竹田市立南生中学校（2005年に竹田南部中学校に統合）

#### 小学校
- 竹田市立南部小学校
- 竹田市立菅生小学校

#### 幼稚園・保育所
- 竹田市立南部幼稚園
- 玉来保育所
- 菅生保育所

#### 特別支援学校
- 大分県立竹田支援学校

### 体育施設
- 竹田市体育センター（市民体育館）
- 竹田市総合運動公園

### その他
- 玉来郵便局
- 菅生郵便局
- 竹田市立葬祭場 浄光園
- 竹田市清掃センター
- 竹田市文化会館（旧・竹田文化会館）
- 竹田市養護老人ホーム　南山荘